# Krokodýl bahenní
Krokodýl bahenní (Crocodylus palustris), také známý jako krokodýl íránský nebo perský (v perštině گاندو Gandu) je velký druh krokodýla obývající Indii, Bangladéš, Srí Lanku, Pákistán, Nepál, jižní část Íránu a pravděpodobně i Indočínu. Krokodýl bahenní je jediným krokodýlem který obývá Írán a Pákistán a nejobvyklejší ze tří indických krokodýlů.

## Popis a způsob života

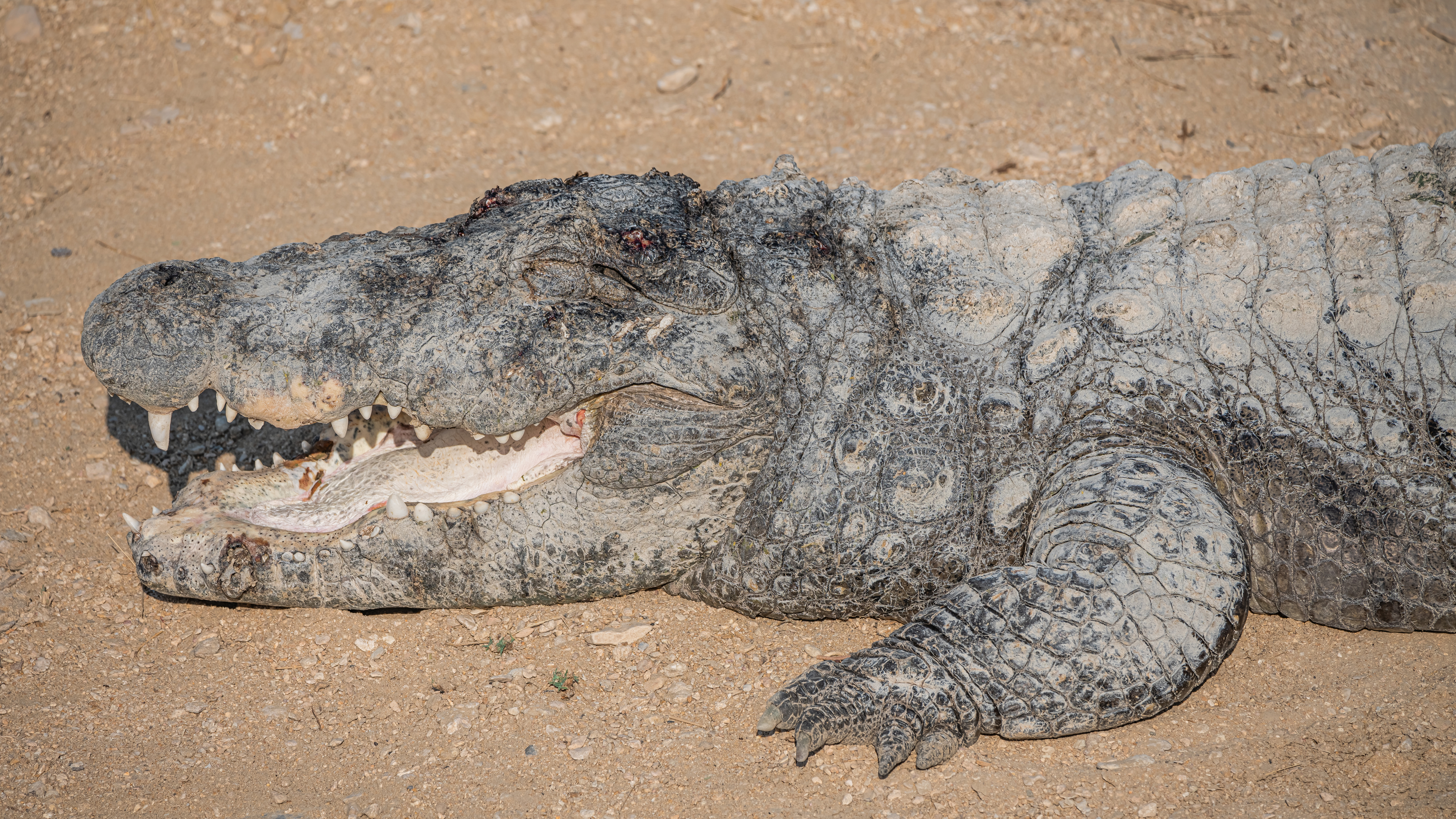

Krokodýl bahenní se vzhledem podobá krokodýlu nilskému, bývá však menší a má širší, tupý čenich. Mláďata jsou tmavě zbarvena s černými křížovitými pruhy na těle i ocase. Tělo dospělců je zbarveno šedě až šedozeleně. Krokodýl bahenní patří mezi větší druhy krokodýlů, vzácně dorůstá délky 500 cm, zpravidla však měří 250–300 cm. Má nejširší čenich ze všech zástupců rodu (Crocodylus), což mu dodává nezaměnitelný vzhled, podobný aligátoru. Pod kůží má vyvinuty kostěné plátky (osteodermy), které ho chrání před zraněním. Jeho kůže je, právě kvůli osteodermům, pokládána za méně kvalitní. Proto není krokodýl bahenní loven v takové míře, jako některé jiné druhy krokodýlů, jimž osteodermy chybí.
Mláďata se živí vodními bezobratlými, korýši, hmyzem a občas i malými rybkami. Dospělci dokáží ulovit i savce velikosti jelena nebo buvola, ale častěji se živí rybami, obojživelníky, plazy (převážně hady, příležitostně želvami), ptáky a středně velkými savci.
Samice po spáření, v období sucha (od prosince až do února) budují hnízda v podobě prohlubně v zemi. Samice kladou obvykle 25 až 30 vajec, ale vzácně mohou naklást i 10 až 48 vajec, která se vyvíjí obvykle 55 až 75 dnů a mláďata po narození měří obvykle kolem 30 cm. Samice dosahují pohlavní dospělosti ve věku 6 let (ve velikosti 1,7 až 2 m) a samci ve věku 10 let (kolem 2,6 m).

## Ohrožení
Krokodýl bahenní byl jako většina druhů krokodýlů v minulosti nejvíce ohrožován lovem pro svou kůži, ale v současnosti tento druh ohrožuje spíše drastické ničení jeho přirozených biotopů pro značný zemědělský i průmyslový vývoj, ale také úmrtnost v rybářských sítích (pokud se pokoušejí ulovit polapenou rybu); určité části jeho těla se využívají i pro lékařské účely. O počtu krokodýlů bahenních ve volné přírodě se stále spekuluje. V současnosti je na několika místech zřejmě již vyhuben , největší populace jsou na Srí Lance, kde je počet krokodýlů bahenních v přírodě odhadován na 2000 kusů . Je sice pravda, že více zvířat je v Indii (zhruba 3000 až 5000 zvířat), ale zde jsou rozděleny do 50 menších populací . Krokodýl bahenní je v současnosti v Červeném seznamu IUCN zapsán jako zranitelný druh .